# Karl Gall (Rennfahrer)
Karl Gall (* 27. Oktober 1903 in Wien, Österreich-Ungarn; † 13. Juni 1939 in Ramsey, Isle of Man) war ein österreichischer Motorradrennfahrer.
Gall war lange Jahre BMW-Werksfahrer und wurde 1937 Deutscher Motorrad-Straßenmeister in der Klasse bis 500 cm³.

## Karriere
Karl Gall war der jüngste von drei Brüdern – Franz, Adolf, und Karl, die allesamt Rennfahrer waren – und erlernte den Beruf des Kraftfahrzeugmechanikers. Er bestritt sein erstes Rennen 1924 auf einer 350-cm³-Zenith-J.A.P. auf einer Sandbahn in seiner Heimatstadt. 1925 gewann Gall auf einer New Imperial das 250-cm³-Rennen um die Österreichische TT in Hinterbrühl. 1927 wurde der Österreicher Werksfahrer bei BMW, für die er Straßenrennen fuhr. Er stand bei BMW mit Ausnahme von 1929, als er für den Ludwigsburger Hersteller Standard startete, bis 1933 und zwischen 1936 und 1939 unter Vertrag.
1930 hatte Karl Gall beim Rennen um den Großen Preis von Deutschland auf dem Nürburgring einen schweren Unfall, bei dem er sich einen komplizierten Handbruch zuzog, der ihn drei Jahre lang daran hinderte, an Rennen teilzunehmen. In der Saison 1936 ging der Österreicher erstmals auf der neu entwickelten 500-cm³-Kompressormaschine an den Start.
1937 war Galls erfolgreichstes Karrierejahr. Er gewann das Eilenriederennen in Hannover, den Großen Preis von Ungarn, das Eifelrennen auf dem Nürburgring, die Dutch TT in Assen sowie den Großen Preis von Deutschland auf dem Sachsenring und wurde Deutscher Straßenmeister in der 500-cm³-Klasse. Ab 1938 startete der Österreicher nach dem Anschluss Österreichs an das Deutsche Reich für Deutschland. Im selben Jahr gewann Karl Gall das Hamburger Stadtparkrennen sowie das AVUS-Rennen in Berlin. In der hannoverschen Eilenriede musste er nur seinem Teamkollegen Schorsch Meier den Vortritt lassen. Im weiteren Saisonverlauf stürzte er bei der Vorbereitung auf die Isle of Man TT, das damals schwierigste Motorradrennen der Welt, schwer und musste verletzungsbedingt alle weiteren Rennen auslassen.

### Tödlicher Unfall
Am 2. Juni 1939 verunglückte Karl Gall im Abendtraining zur TT auf der Isle of Man, an der er in der 500-cm³-Klasse, der sogenannten Senior TT teilnahm, schwer. Auf seiner ersten Runde kam er beim Sprung über die Ballaugh Bridge zu Sturz und zog sich dabei schwere Kopfverletzungen zu. Er wurde ins nahe gelegene Ramsey Cottage Hospital gebracht und operiert. Dennoch verschlechtere sich sein Zustand in den folgenden Tagen. Am 13. Juni 1939 erlag Gall seinen Verletzungen.
Karl Gall liegt auf dem Münchner Waldfriedhof begraben. Auf der Isle of Man erinnert heute ein Gedenkstein an ihn.

## Statistik

### Erfolge
- 1937 – Deutscher 500-cm³-Meister auf BMW

### Rennsiege
| Jahr | Klasse   | Maschine     | Rennen                       | Strecke                                            |
| ---- | -------- | ------------ | ---------------------------- | -------------------------------------------------- |
| 1925 | 250 cm³  | New Imperial | Österreichische TT           | Hinterbrühl                                        |
| 1927 | 250 cm³  | BMW          | Kolberger Bäderrennen        | Kolberg                                            |
| 1928 | 500 cm³  | BMW          | Österreichische TT           | Breitenfurt bei Wien – Laab im Walde – Wolfsgraben |
| 1928 | 1000 cm³ | BMW          | Großer Preis von Österreich  | Vösendorf                                          |
| 1929 | 350 cm³  | Standard     | Rund um Schotten             | Schottenring                                       |
| 1929 | 500 cm³  | Standard     | Rund um Schotten             | Schottenring                                       |
| 1937 | 500 cm³  | BMW          | Eilenriederennen             | Eilenriede                                         |
| 1937 | 500 cm³  | BMW          | Großer Preis von Ungarn      | unbekannt                                          |
| 1937 | 500 cm³  | BMW          | Großer Preis von Deutschland | Sachsenring                                        |
| 1937 | 500 cm³  | BMW          | Eifelrennen                  | Nürburgring-Nordschleife                           |
| 1937 | 500 cm³  | BMW          | Dutch TT                     | Circuit van Drenthe                                |
| 1938 | 500 cm³  | BMW          | Hamburger Stadtparkrennen    | Hamburger Stadtpark                                |
| 1938 | 500 cm³  | BMW          | AVUS-Rennen                  | AVUS                                               |
| 1939 | 500 cm³  | BMW          | Hamburger Stadtparkrennen    | Hamburger Stadtpark                                |